# Digby Jones, Baron Jones of Birmingham

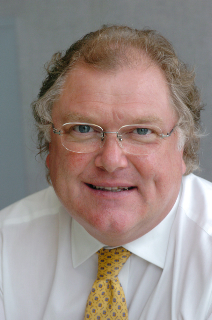
Lord Jones of Birmingham

Digby Marritt Jones, Baron Jones of Birmingham Kt (* 28. Oktober 1955 in Birmingham) ist ein britischer Jurist, Wirtschaftsmanager und Politiker der Labour Party, der seit 2007 als Life Peer Mitglied des House of Lords ist.

## Leben

### Solicitor und Manager
Nach dem Schulbesuch absolvierte Jones ein Studium der Rechtswissenschaften am University College London (UCL) und trat 1978 als Mitarbeiter in die Anwaltskanzlei Edge & Ellison Solicitors ein und wurde dort 1980 erst Assistant Solicitor, ehe er 1981 assoziierter Partner wurde. 1980 wurde er Mitglied der Law Society. Seit 1984 ist er Partner der Kanzlei und seit 1987 Leiter für Unternehmensangelegenheiten. Zusätzlich wurde er 1990 stellvertretender Seniorpartner und war zwischen 1995 und 1998 Senior Partner von Edge & Ellison Solicitors.
Anschließend war Jones von 1998 bis 1999 auch Vize-Vorsitzender für Unternehmensfinanzen von KPMG sowie zwischen 2000 und 2006 Generaldirektor des Arbeitgeberverbandes Confederation of British Industry (CBI). Des Weiteren war er von 2002 bis 2007 Mitglied der Kommission für Rassengleichheit und von 2003 bis 2005 Direktor von VisitBritain sowie zwischen 2003 und 2006 Mitglied des Nationalen Rates für Lernen und Fähigkeiten. Jones, der 2005 als Knight Bachelor geadelt wurde und fortan den Namenszusatz „Sir“ führte, ist seit 2006 Leitender Berater von Deloitte und war zwischen 2006 und 2007 Regierungsbeauftragter für Fähigkeiten.

### Oberhausmitglied
Durch ein Letters Patent vom 10. Juli 2007 wurde Jones als Baron Jones of Birmingham, of Alvechurch and of Bromsgrove in the County of Worcestershire, zum Life Peer erhoben. Kurz darauf erfolgte seine Einführung als Mitglied des House of Lords. Im Oberhaus gehört er zunächst der Fraktion der Labour Party an, wechselte aber am 3. Oktober 2008 zu der Gruppe der sogenannten Crossbencher. In der Zwischenzeit war er vom 29. Juni 2007 bis zum 3. Oktober 2008 Staatsminister für Handel und Investitionen im Ministerium für Gewerbe, Unternehmen und Regulierungsreformen in der Regierung von Premierminister Gordon Brown.

### Spätere Tätigkeiten
Nach seinem Ausscheiden aus der Regierung übernahm Jones wieder zahlreiche Funktionen in der Privatwirtschaft und ist zurzeit unter anderem Vorsitzender von Triumph Motorcycles Limited und Mitglied der Royal British Legion. 
Weiterhin ist Jones, der Schirmherr der Organisation Frauen bekämpfen Brustkrebs ist, Vizepräsident des Hospiz von Birmingham und der UNICEF. Außerdem engagiert er sich als Mitglied des Entwicklungsgremiums des City of Birmingham Symphony Orchestra. Jones ist ein Fellow des University College London (2004) und trägt den Ehrendoktor der University of Central England (2002). Er ist Ehrenmitglied diverser britischer Universitäten.